# Peuschen
Peuschen település Németországban, azon belül Türingiában. Lakosainak száma 445 fő (2023. december 31.).

## Népesség
A település népességének változása:
| Lakosok száma | 454  | 451  | 444  | 444  | 445  |
|               | 2017 | 2019 | 2021 | 2022 | 2023 |